# Zipper Interactive
Zipper Interactive (1995-2012) era una empresa desenvolupadora de videojocs amb seu a Redmond a l'estat de Washington a l'oest dels Estats Units. El 25 de gener de 2006 Sony va adquirir Zipper. El març 2012 Sony va tancar l'empresa.
Va ser fundada el 1995 per Jim Bosler i Brian Soderberg. L'empresa ha creat diversos videojocs, fins i tot el popular Socom (la saga de videojocs U.S. Special Operations Command). Socom va ser creat amb la col·laboració de Naval Special Warfare Command i publicat per Sony Computer Entertainment per a la PlayStation 2.

## Jocs
- Recoil
- Top Gun
- MechWarrior 3
- Crimson Skies
- SOCOM: U.S. Navy SEALs (llançat el 27 d'agost de 2002)
- SOCOM II: U.S. Navy SEALs (llançat el 4 de novembre de 2003)
- SOCOM 3: U.S. Navy SEALs (llançat l'11 d'octubre de 2005)
- SOCOM U.S. Navy SEALs: Combined Assault (llançat el 7 de novembre de 2006)
- SOCOM: U.S. Navy SEALs Fireteam Bravo (llançat el 8 de novembre de 2005)[1]
- SOCOM: U.S. Navy SEALs Fireteam Bravo 2 (llançat el 7 de novembre de 2006)